# Dmitrovskaja
Dmitrovskaja (ryska: Дмитровская) är en tunnelbanestation på Serpuchovsko-Timirjazevskaja-linjen i Moskvas tunnelbana. 
Stationen ligger i anslutning till motorvägen mot staden Dmitrov, vilket givit stationen sitt namn. 
Stationen invigdes den 1 mars 1991. Väggarna är i röd marmor och golvet i röd och svart granit. Basreliefer och ett stort väggkonstverk hedrar försvaret av Moskva 1941.